# 洛里奇协定
洛里奇协定（英語：Roerich Pact，正式名称为：英語：）是一项保护艺术家、科学研究机构和历史博物馆的协定，由尼古拉斯·洛里奇倡议发起。最核心的思想是在法律上承认：对于文化遗产的保护比国防更为重要，应该把文化保护放在比军事需求更为优先的地位上。

## 尼古拉斯·洛里奇

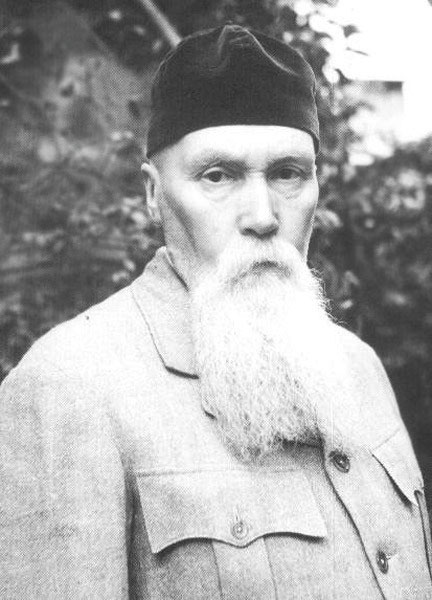
尼古拉斯·洛里奇.

尼古拉斯·洛里奇是一位俄国画家和哲学家，于1874年10月9号出生在圣彼得堡，自幼修习法律和绘画。1900年，洛里奇来到巴黎继续学习绘画，师从费尔南·科尔蒙。科尔蒙是梵高和亨利·德·土魯斯-羅特列克的老师。在结束巴黎的学习，并返回圣彼得堡之后，洛里奇很快成为一名成功的画家，他的一幅画甚至被沙皇尼古拉斯二世亲自买下。1920年洛里奇来到美国，并成立了两个文化研究所：“Cor Ardens”和“The Master Institute of United Arts”。1923年，洛里奇博物馆在纽约成立。洛里奇随后离开美国，定居在喜马拉雅山脚下的一个山谷里（库尔卢）。他于1947年12月13号逝世。
洛里奇发起了保护文化遗产的运动，提出了“代际文明和平”（Peace of Civilizations）的理念，主张不管文明如何发展演化，以前的文化遗产都应该得到保护。洛里奇毕生的努力换来洛里奇协定的签订。1935年4月15号，洛里奇协定在白宫椭圆形办公室正式签署，这是在椭圆形办公室签署的第一个国际协定。
因为在文化遗产保护方面的巨大贡献，洛里奇于1929年首次被提名诺贝尔和平奖。并于1932年和1935年相继获得诺贝尔和平奖提名。

## 起源
1903年，洛里奇和他的妻子环游了俄国四十个古城。在环游途中，洛里奇进行了大量古建筑研究，创作了近90副绘画作品。很快这些古建筑在战火中被损毁，洛里奇的作品成了它们唯一的影像资料。
1904年，洛里奇向俄罗斯皇家建筑协会提交了一个报告，指出了这些历史建筑面临的悲观现状，建议立即对这些建筑提供保护。
随后几年，洛里奇一直在反复申明这个观点。
1914年，第一次世界大战爆发，洛里奇向俄罗斯陆军总司令部、美国政府、法国政府同时提出了在战争中尽力保护文化遗产的建议。
1915年，洛里奇致信沙皇尼古拉二世，请求在保护文化遗产方面作出真正的行动。

## 形成

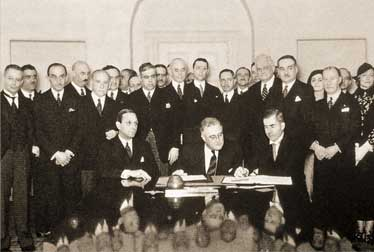
洛里奇协定的签署 (中心为富兰克林·德拉诺·罗斯福)

1929年，洛里奇联合巴黎大学教授George Chklaver拟就一份关于文化遗产保护的国际协定草案。
1930年，这份草案在全世界广为传播。
1935年，在这份草案的基础上，洛里奇协定诞生，在白宫椭圆形办公室由21个美洲国家共同签署生效。
二战后，以洛奇里协定为蓝本，一些文化遗产保护方面的国际法相继诞生。
1949年，联合国教科文组织通过决议，要开始正式制定在战争和军事冲突中保护和抢救文化遗产的国际法。
在随后若干年中，文化遗产保护方面的国际法和国际协定日渐成熟和完善。